# Щосили (фільм)
Щосили (англ. Over the Top) — американський спортивний бойовик 1987 року.

## Сюжет
У Лас-Вегасі має відбутися чемпіонат світу з армреслінгу, Лінкольн Хоук, водій-далекобійник, який отримав прізвисько «Яструб», збирається взяти в ньому участь. До чемпіонату йому необхідно розібратися з низкою проблем. Відвідати свою колишню дружину, яка знаходиться при смерті. Поговорити з тестем, який не бажає бачити Хоука. І, нарешті, повернути собі сина, якого Ястреб не бачив вже десять років. Спочатку стосунки батька з сином складаються не дуже добре, але хлопчик все ж вирішує відправитися разом з ним на чемпіонат в Лас-Вегас.

## У ролях
- Сільвестр Сталлоне — Лінкольн Гоук
- Роберт Лоджа — Джейсон Катлер
- Сьюзен Блеклі — Крістіна Гоук
- Рик Зумвальт — Боб «Бик» Херлі
- Девід Менденхолл — Майкл Катлер
- Кріс МакКарті — Тім Селенджер
- Террі Фанк — Рукер
- Боб Бітті — диктор
- Аллан Граф — Коллінз
- Меджик Шварц — Смешер
- Брюс Вей — Грізлі